# Philomela

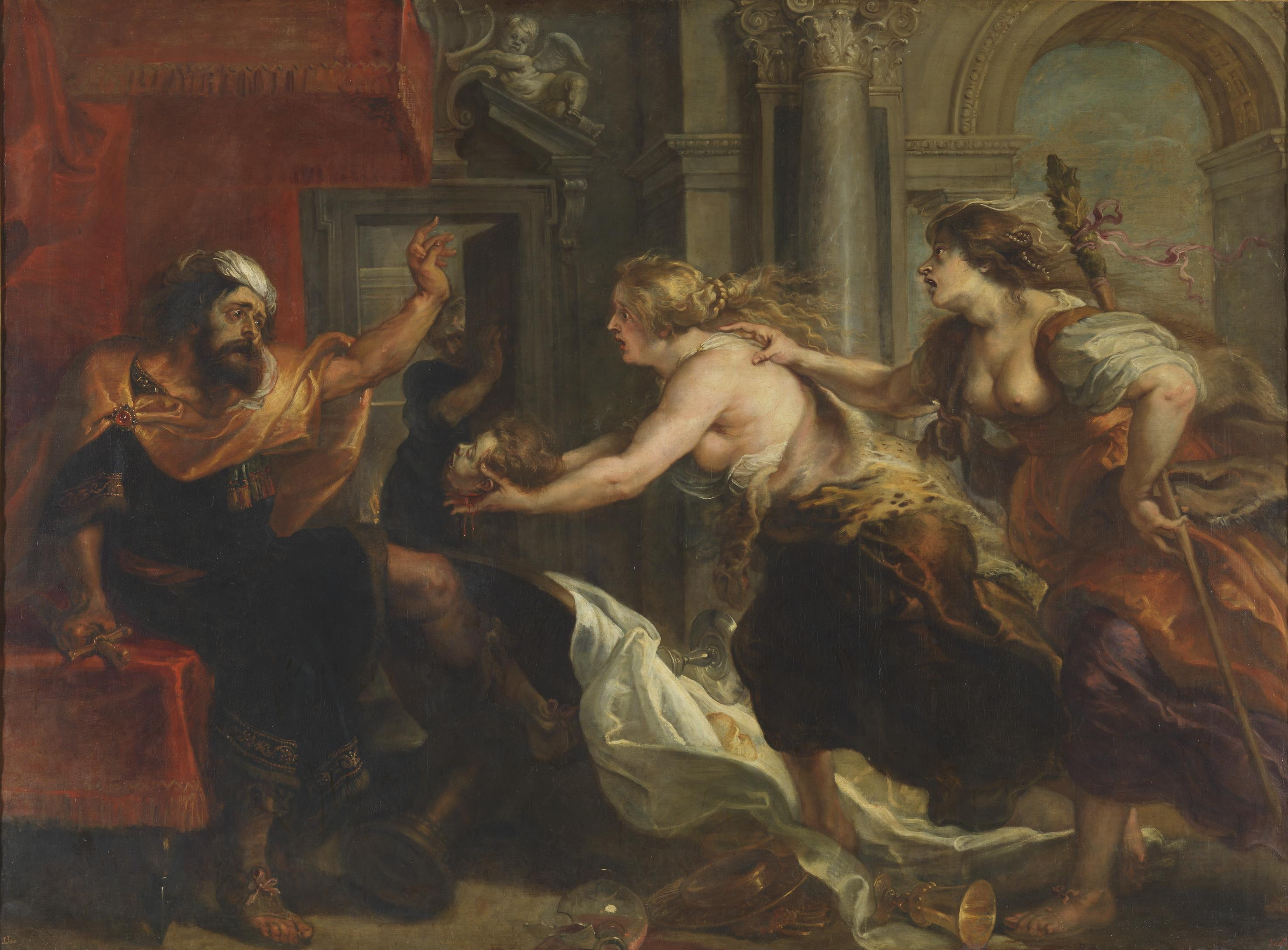
Philomela, geleitet von Prokne, weist Tereus das Haupt des Itys (Ölbild von Peter Paul Rubens)

Philomela (altgriechisch Φιλομήλα Philomḗla, deutsch ‚Freundin der Herden‘) oder Philomele ist eine Figur der griechischen Mythologie. Sie war eine Tochter des attischen Königs Pandion und seiner Gemahlin Zeuxippe; ihre Geschwister waren Prokne, Erechtheus und Butes.

## Mythos
Zum Dank für seine Hilfe gegen die Thebaner hatte der Thrakerkönig Tereus von Pandion, dem Herrscher Athens, dessen Tochter Prokne zur Frau erhalten. Doch Tereus begehrte auch deren Schwester Philomela. Er verschleppte sie in einen tief im Wald gelegenen Stall und vergewaltigte sie. Damit sie ihn nicht verraten konnte, schnitt er ihr die Zunge heraus und hielt sie hernach an jenem Ort gefangen.
Philomela aber war eine Weberin, und so fertigte sie ein Gewand für ihre Schwester Prokne, in das sie die Bilder ihrer Leidensgeschichte einwob. Prokne verstand die Botschaft und befreite Philomela aus ihrem Waldgefängnis.
Es war gerade die Zeit der wüsten nächtlichen Feiern des Weingottes, Prokne raste mit den Bacchantinnen durch den Wald und riss ihre Schwester mit. Die beiden Frauen zerstückelten als Rache Tereus’ und Proknes gemeinsamen Sohn Itys, kochten dessen Glieder und setzten sie Tereus zum Mahle vor; der König erkannte erst, was er gegessen hatte, als ihm Philomela das Haupt seines Sohnes zuwarf. Mit gezücktem Schwert verfolgte er die Schwestern. Um dem Töten Einhalt zu gebieten, verwandelte Zeus sie alle in Vögel: Philomela in eine Schwalbe, Prokne in eine Nachtigall und Tereus in einen Wiedehopf.

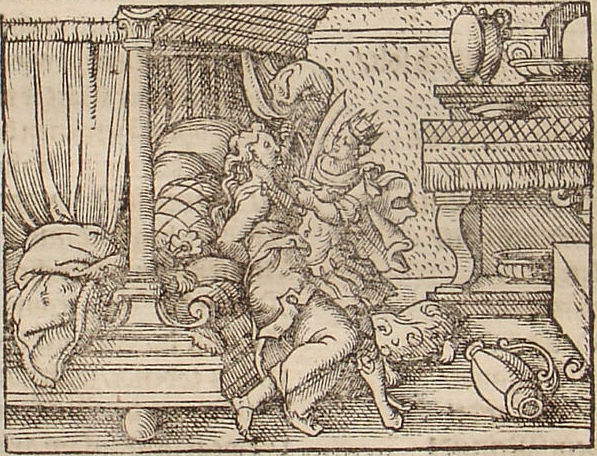
Tereus schneidet Philomela die Zunge heraus. Holzschnitt zu Ovids Metamorphosen von Virgil Solis (1514–1562)

In späteren Überlieferungen wurde die Zuordnung der Vögel verändert: Tereus soll zum Habicht geworden sein und Philomela zur Nachtigall, die mit dem Ruf ityn, ityn das Opfer beklagt. Letztere Variante entstammt aber vermutlich der Geschichte von Aëdon, die ihren Sohn Itylos tötete.

## Rezeption
- Geoffrey Chaucer:  Incipit Legenda Philomele. In: Die Legende von guten Weibern. Erschienen in: Geoffrey Chaucers Werke. Übersetzt von Adolf von Düring. Trübner, Straßburg 1883, Bd. 1, S. 235–240. (Digitalisat im Internet Archive)
- Leonard Allen Compton-Rickett: Philomela. A Lyrical Drama in Five Acts, and Poems. Mathews, London 1908, S. 6–88. (Digitalisat bei HathiTrust)
- Aspazija: Ozoliņš vectētiņš (Gedicht; lettisch). In: Ziedu klēpis. Liriska biogrāfija II. Dzirciemnieki, Riga 1911, S. 74 f. (Digitalisat in der LNDB)
- John Crowe Ransom: Philomela (Gedicht; englisch). In: Poems and Essays. Selected, edited, and arranged by the Author. Vintage Books, New York 1955, S. 30 f.(Digitalisat im Internet Archive)